# Ústav organické chemie a biochemie Akademie věd České republiky
Ústav organické chemie a biochemie AV ČR (ÚOCHB) je výzkumná instituce Akademie věd České republiky. Ústav se věnuje základnímu výzkumu v oblasti organické chemie, biochemie a v dalších disciplínách, orientuje se také na aplikace v lékařství a životním prostředí. Je znám zejména pro svou roli ve vývoji klíčových léků proti HIV a hepatitidě typu B. Ústav se podílí také na vzdělávání na univerzitní úrovni, vedení diplomových a doktorských prací.

## Výzkum
ÚOCHB se zaměřuje na základní výzkum v oborech organické chemie, bioorganické a medicinální chemie, chemie přírodních látek, biochemie, molekulární biologie, teoretické, výpočetní, fyzikální a analytické chemie, materiálové vědy, chemie biokonjugátů, chemické biologie a nanotechnologie.
Výzkum v ÚOCHB se realizuje prostřednictvím přibližně 50 samostatných vědeckých skupin, které se dělí do různých kategorií podle svého vědeckého zaměření, typu a statusu:
- Zaměření/Cluster: BIO, CHEM, PHYS
- Typ: vědecké skupiny, vědecko-servisní skupiny, servisní skupiny, skupiny cíleného výzkumu
- Status: juniorské skupiny, seniorské skupiny, Honorary Chair, Distinguished Emeritus, Distinguished Chair[3][4]

## Nová léčiva
Kromě základního výzkumu je ústav aktivní také v oblasti aplikovaného výzkumu a praktickém využití objevů, zejména v oblasti medicinální chemie.
Nejvýznamnější přínos představují antivirotika založená na acyklických nukleosidfosfonátech (ANP) objevených Antonínem Holým ve spolupráci s Erikem De Clercqem z belgického Rega Institute, které přinesly zlom ve vývoji antivirových léků pro léčbu HIV a hepatitidy B. Sloučeniny ze skupiny ANP se staly základem schválených léků vyvinutých firmou Gilead Sciences, Inc. První sloučeninou úspěšně převedenou do lékové podoby se stal cidofovir, který byl v červnu 1996 schválen pro léčbu cytomegalovirové retinitidy u pacientů s AIDS. Další z těchto sloučenin, adefovir, byla schválena pod názvem Hepsera pro léčbu hepatitidy B. Největší dopad měl tenofovir, jehož prolékové formy tenofovir disoproxil fumarát a tenofovir alafenamid fumarát vyvinuté společností Gilead Sciences se dočkaly využití v řadě léků pro léčbu HIV/AIDS a chronické hepatitidy B: např. Viread (schválený v roce 2001), Truvada (2004), Atripla (2006), Complera/Eviplera (2011), Stribild (2012), Genvoya (2015), Odefsey (2016), Descovy (2016), Vemlidy (2016), Biktarvy (2018), Symtuza (2018).
Úspěch sloučenin ANP a celosvětové využití v lécích proti HIV přinesly ústavu na licenčních poplatcích významné finanční zdroje, které z něj učinily nejbohatší vědeckou instituci v Česku a umožnily mu rozšířit se a zrekonstruovat svůj kampus. Celkové příjmy ústavu z licenčních poplatků činily v roce 2021 zhruba 130 mil. USD.
V ÚOCHB vznikly i další nukleosidové sloučeniny, objevené Aloisem Pískalou, z nichž později vznikla schválená léčiva, decitabin využívaný v léčbě akutní myeloidní leukémie a azacytidin využívaný v léčbě myelodysplastického syndromu, či nukleosidový analog dihydroxypropyladenin, objevený Antonínem Holým, který byl ve spolupráci se společností Spofa vyvinut do léku Duvira gel pro léčbu infekcí způsobených virem herpes simplex (HSV).
K dalším úspěchům patří studium lidských peptidických hormonů a jejich analogů, které vedly k vývoji první metody pro průmyslovou produkci hormonu oxytocinu Josefem Rudingerem a vývoji jeho analogů, či třeba vývoj masti Dermazulen založené na přírodní sloučenině guaiazulen.

## Pracovníci
Ředitel: prof. RNDr. Jan Konvalinka, CSc. (od 1. června 2022)
Čestné pozice:
- RNDr. Zdeněk Havlas, DrSc.
- prof. Ing. Pavel Hobza, DrSc.
- prof. Mgr. Pavel Jungwirth, CSc., DSc.
- prof. RNDr. Jan Konvalinka, CSc.
- prof. Ing. Michal Hocek, CSc. DSc.
- Prof. Josef Michl, Ph.D.
- RNDr. Ivo Starý, CSc.
- Ing. Ivan Rosenberg, CSc.
- RNDr. PhDr. Zdeněk Hostomský, CSc.

## Historie ústavu

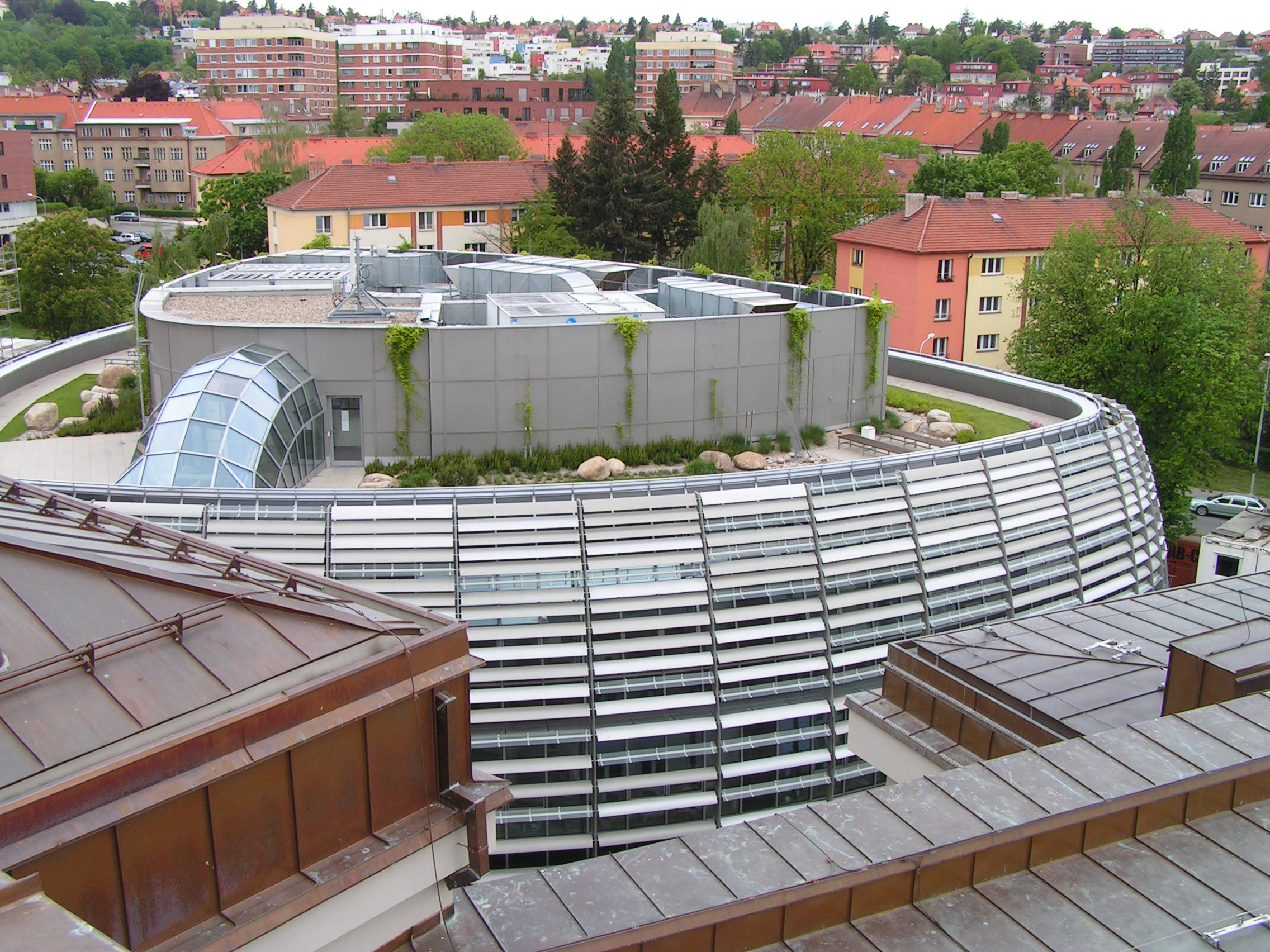
Nový pavilon ústavu na Flemingově náměstí je pro svůj vzhled přezdívaný „Květák“

Kořeny Ústavu organické chemie a biochemie sahají do období po konci druhé světové války před vznikem Československé akademie věd, kdy byl na Fakultě chemické Českého vysokého učení technického v Praze založen Ústav technologie lučebnin organických a výbušných. Ten byl později přejmenován na Ústav technologie látek organických a poté na Ústav organické technologie. V roce 1950 se stal jádrem nově vzniklého Ústředního ústavu chemického při Ústředí vědeckého výzkumu.
Za oficiální vznik dnešního Ústavu organické chemie a biochemie se považuje rok 1953, kdy byl Ústřední ústav chemický začleněn pod názvem Ústav organické chemie do nově vzniklé Československé akademie věd (ČSAV).
V roce 1955 byl ústav přejmenován na Chemický ústav ČSAV. Ten pak byl v roce 1960 rozdělen na Ústav teoretických základů chemické techniky a Ústav organické chemie a biochemie. Nový název vydržel ústavu až do zániku Československa a vzniku samostatné České republiky.
V roce 1993 byl ústav přejmenován na Ústav organické chemie a biochemie AV ČR. V roce 2007 pak byl transformován do veřejné výzkumné instituce a získal svůj současný název Ústav organické chemie a biochemie AV ČR.

### Ředitelé ústavu
- František Šorm (1953–1970)
- Vlastimil Herout (1970–1977)
- Karel Šebesta (1977–1986)
- Karel Martinek (1986–1994)
- Antonín Holý (1994–2002)
- Zdeněk Havlas (2002–2012)
- Zdeněk Hostomský (2012–2022)
- Jan Konvalinka (od 2022)

## Aplikace a transfer technologií
V roce 2009 založil ústav dceřinou společnost IOCB TTO s.r.o., později přejmenovanou na IOCB TECH, s.r.o., která pro něj zajišťuje služby v oblasti ochrany a managementu duševního vlastnictví a jeho využití. IOCB TECH vyhledává vhodné projekty v lékařské chemii, materiálových vědách, biologii či odvětvích chemie pro další aplikační vývoj, pomáhá vědcům při tvorbě přihlášek vynálezů a administraci udělených patentů, při vyhledávání partnerů a investorů, při licenčních jednáních apod.
Výkonným ředitelem společnosti byl k červnu 2016 prof. Ing. Martin Fusek, CSc.